# Pol Pot
Pol Pot (khmerül: ប៉ុលពត), születési nevén Szaloth Szár (khmerül: សាឡុត ស; Prek Szbauv, Kambodzsa, 1925. május 19. – Anlong Veng mellett, Kambodzsa, 1998. április 15.) kambodzsai kommunista-nacionalista politikus, 1975–1979 között Kambodzsa, akkori nevén Demokratikus Kambodzsa vezetője volt.
Pol Pot a korai 1950-es években Párizsban tanult, ott ismerkedett meg a baloldali eszmékkel. Több akkori diáktársa később aktív résztvevője lett mozgalmának. Hazatérése után a kommunista pártot szervezte, amelynek 1963-tól vezetője lett. Ekkor a dzsungelbe húzódott, ahonnan gerillaharcot folytatott a kormány ellen. Csapatai 1975. április 17-én elfoglalták a fővárost, Phnompent.
Pol Pot célja a tökéletes kommunizmus megteremtése volt. Az új államot, amely a Demokratikus Kambodzsa nevet kapta, osztályok és magántulajdon nélküli társadalomként képzelték el. Az új rend egyfajta agrárkommunizmus megteremtését tűzte ki célul, amelyben az emberek szinte kizárólag földművelésből élnek. Betiltották a vallást, bezárták az iskolákat, a városokat kiürítették. Népirtást folytattak a nem khmer származásúak, az értelmiségiek, a szerzetesek és művészek ellen. A róla elnevezett eszmerendszer, a polpotizmus szélsőbaloldali és szélsőjobboldali eszméket egyaránt tartalmazott. 
A becslések szerint a Demokratikus Kambodzsában 1,7 millió embert gyilkoltak meg, éheztettek vagy dolgoztattak halálra. Pol Pot uralmát az országba bevonuló vietnámi csapatok döntötték meg. Pol Pot a dzsungelbe menekült, ahonnan még két évtizeden át folytatta harcát.

## Ifjúsága
Pol Pot 1925-ben született Szaloth Szár néven egy jómódú földbirtokoscsaládban, részben khmer, részben kínai származású volt. Apja Phnompenbe küldte tanulni. Egy szerzetesi iskolában tanult, de 11 éves korában kénytelen volt hazaköltözni, mert nem sikerültek a vizsgái. A japán megszállás alatt egy francia stílusú középiskolában tanult. 1944-ben, 19 évesen befejezte középiskolai tanulmányait, és visszatért a fővárosba, ahol beiratkozott egy szakmunkásképzőbe, és ácsnak tanult. Iskolatársai visszaemlékezése szerint nem volt különösebben tehetséges, nem mutatott érdeklődést Kambodzsa jövője iránt.
Húszéves korában barátaival elzarándokolt az ősi romvárosba, Angkorba, amely mély nyomot hagyott benne, és későbbi politikáját is meghatározta. 1949-ben Párizsba ment elektrotechnikát tanulni az Ecole Française de Radio-électricitébe.

## Párizsban
Pol Pot 1950-ben kezdett el járni a baloldali diákok találkozóira, a Kambodzsai Marxista Körbe. A diákok két nagy pártra szakadtak. Az egyik csoport békés eszközökkel, a másik fegyveres harc útján képzelte el Kambodzsa felszabadítását. Pol Pot ez utóbbiak közé tartozott, mivel szerinte a francia gyarmatosítók ellen csak a kommunisták tudtak eredményesen fellépni Indokínában. Ebben az időben Franciaországban nagyon divatosak voltak a kommunista eszmék, a szavazók negyede voksolt a kommunista pártra, amelynek Pol Pot is tagja lett. Párizsban forradalmárrá vált, akinek legfőbb célja a francia gyarmatosítók legyőzése lett. Pol Potra nagy hatással volt a francia forradalom, és sokat olvasott más országok felszabadítási mozgalmairól, például Mahatma Gandhi fellépéséről a britek ellen.

## Harc a gyarmatosítók ellen
Mivel Pol Pot minden vizsgáján megbukott, visszavonták az ösztöndíját, és 1953-ban kénytelen volt visszatérni Kambodzsába. Hazaérkezése után csatlakozott a franciák ellen leghatékonyabban küzdő szervezethez, a vietnámi kommunistákhoz (Việt Minh). Az első hónapokban nem vehetett részt fegyveres harcban, csak a tábor zöldségültetvényeit gondozhatta, majd a konyhára vezényelték. Később erről úgy beszélt, hogy a kambodzsaiak igazából csak névleg voltak jelen, a vietnámiak nem bíztak rájuk komoly feladatot.
1954-ben a franciák kivonultak Kambodzsából és Vietnámból. A nemzeti függetlenség szimbóluma azonban nem a franciák ellen harcoló kommunisták, hanem Norodom Szihanuk király lett. A vietnámiak, akik az ország jelentős részét ellenőrizték, békét kötöttek a fiatal uralkodóval.

## Illegalitásban
Pol Pot a dzsungelből visszatért a fővárosba, ahol elkezdte szervezni a kommunista mozgalmat. Hivatalosan földrajzot, történelmet és erkölcstant tanított egy magániskolában. Ebben az időszakban ismerkedett meg a későbbi Kettes számú testvérrel, Nuon Cseával. Ő egy interjúban ezt mondta Pol Potról: „Remekül értett ahhoz, hogy embereket toborozzon a pártba. Tartózkodó, de meggyőző ember volt. Okosan és jól tudott magyarázni, hogy az emberek megértették.”
1955-ben Norodom Szihanuk király lemondott a trónról apja javára, hogy közvetlenül is részt vehessen a politikában. Az 1955-ös választáson pártja, a Szocialista Népi Közösség (Sangkum) elsöprő győzelmet aratott. Szihanuk kíméletlenül kihasználta erőfölényét, ellenfeleit a rendőrség megfélemlítette, letartóztatta, több esetben meggyilkolta. Ennek és a király hatalmas népszerűségének következményeként az addig népszerű Demokrata Párt elvesztette társadalmi bázisát, a kommunisták pedig kénytelenek voltak gyakorlatilag teljes illegalitásba vonulni. Pol Pot magánéletében is változások történtek: szerelme, Szu En Szong elhagyta, és egy magas rangú katonatiszt felesége lett. Pol Pot még ebben az évben megházasodott, felesége egy radikális értelmiségi, Khieu Ponnary lett.
Pol Pot 1960-ban az újonnan alakított Kambodzsai Kommunista Párt központi bizottságának tagja, 1963-ban, Nuon Csea kérésére, főtitkára lett. Egy interjúban azt mondta, hogy először visszautasította a pozíciót, de rábeszélték, hogy fogadja el. Ezzel ő lett az Egyes számú testvér. Ugyanebben az évben északra, a dzsungelbe ment, hogy megszervezze a gerillaharcot Norodom Szihanuk, majd az uralmát puccsal megdöntő Lon Nol tábornok rendszere ellen. 1963-ban vette fel harci-mozgalmi nevét, amely lehetőséget adott valódi személyiségének eltitkolására az ellenség elől. A név a Politique Potentielle francia kifejezés rövidítése.
Először észak-vietnámi segítséggel, 1968-tól már saját erőből létesített táborokat a határ mentén. Ekkor vált ismertté a vörös khmer név. Pol Pot a K5 nevű vezetési ponton élt, amely távol esett a lakott területektől. 1974 decemberében az ország kétharmadát ellenőrizték a vörös khmerek, és Pol Pot utasítást adott a főváros elleni támadásra.

## Demokratikus Kambodzsa

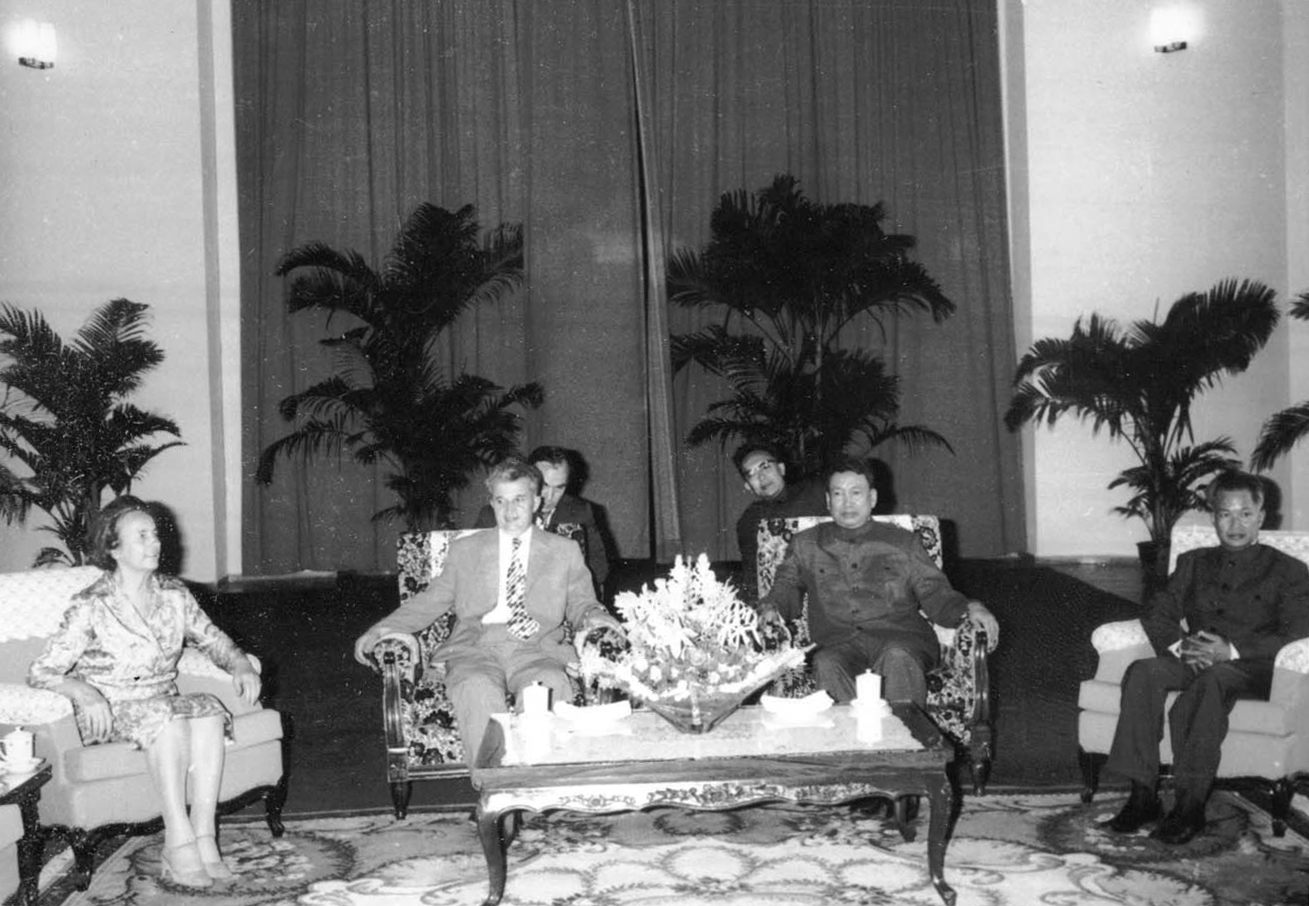
Pol Pot és Nicolae Ceaușescu román elnök 1978-ban

A Pol Pot vezette vörös khmerek célja a tökéletes kommunizmus megteremtése volt. Az új államot, amely a Demokratikus Kambodzsa nevet kapta, osztályok és magántulajdon nélküli társadalomként képzelték el. Az új rend egyfajta agrárkommunizmus megteremtését tűzte ki célul, amelyben az emberek szinte kizárólag földművelésből élnek. Pol Pot utópiájának kialakulására nagy hatással voltak az ország északnyugati erdőségeiben töltött évek, ahol látta, hogy a hegyi törzsek önellátóan élnek, nem használnak pénzt és nem „rontotta meg” őket a buddhizmus.
A vörös khmerek eltörölték a pénzt, a szabad piacot, a magántulajdont, módszeresen megsemmisítettek mindent, ami a városi élet része volt, illetve megkönnyítette a mezőgazdasági munkát. Pol Pot 1975-ben így beszélt a pénzről: „A pénz olyan eszköz, amely kiváltságot és hatalmat teremt. Aki birtokolja, megvesztegethetné pártkádereinket, és alááshatná rendszerünket. A pénz veszedelmes, most és a jövőben is. Óvatosan kell bánnunk vele.”
Egyik alaptézisük a khmer felsőbbrendűség volt. Pol Pot egy 1976-os beszédében így fogalmazta meg az új hatalom működésének alapelveit: „Hogyan szervezzük tevékenységünket? Úgy, mint a háborúban. Az egész országra kiterjedő támadást intézünk. Megtanultuk a háborúban, ha erős a vezetés, győzni fogunk.” Ami 1975 és 1979 között a Demokratikus Kambodzsa keretei között történt, ennek a szélsőséges, radikális maoista és marxista-leninista utópiának a gyakorlatba való átültetése volt.
A földművelés az átnevelés eszköze volt. Az éhezés, az állandó robotolás, a betegségek miatt több százezer ember vesztette életét. A kommunista hatalomátvétel idején is vidéken élők lettek a megbízható régi emberek, míg a kitelepítettek a megbízhatatlan, ezért elpusztítani szánt, felesleges új emberek. Utóbbiak a közkonyhákon kisebb adag ételt kaptak, mint a régiek. A családi kapcsolatokat korlátozták, az embereknek tilos volt érzelmeiket kimutatniuk. Arra kényszerítették a lakosokat, hogy tiszteljék, higgyenek és engedelmeskedjenek az Angkar Padevatnak, az ország vörös khmer vezető szervezetének, amelyet mindenki anyjának és apjának neveztek. Irtóhadjáratot folytattak a nem khmer származásúak, az értelmiségiek, a szerzetesek és művészek ellen. A halálos ítélethez gyakran az is elég volt, ha az érintettnek szemüvege volt, esetleg puha volt a tenyere, ami azt mutatta, hogy nem végzett fizikai munkát. A becslések szerint a Demokratikus Kambodzsában 1,7 millió embert gyilkoltak meg, éheztettek vagy dolgoztattak halálra.

## Bukása után

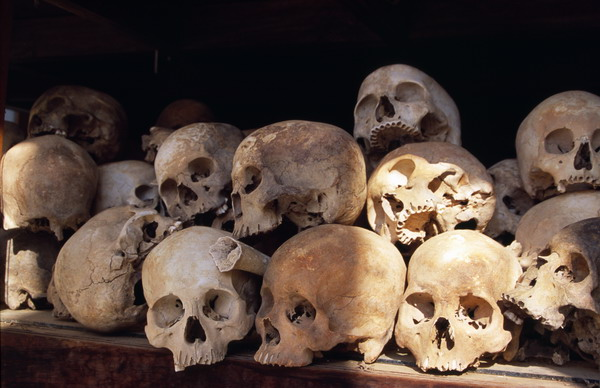
Az áldozatok maradványai a Gyilkos mezőn

Pol Potot 1979-ben a Kambodzsába bevonuló vietnámi hadsereg távolította el a hatalomból. Ezután visszavonult az ország nyugati, Thaifölddel határos erdős vidékére, de a környék (Pailin) egy részét továbbra is uralma alatt tartotta, és évekig támadásokat intézett csapataival a vietnámiak által felügyelt Kambodzsa ellen. A Kambodzsai Népköztársaság távollétében halálra ítélte népirtásért. 1997-ben legközelebbi embere, Ta Mok őrizetbe vette, és egy kirakatperben elítélte. Pol Pot hátralevő életében egyfajta „házi őrizetben” volt.
1998-ban, hat hónappal halála előtt interjút adott egy amerikai újságírónak. Ebben kijelentette: „Lelkiismeretem tiszta. Mindent, amit tettem, csakis a nemzetért, az emberekért, Kambodzsa népéért tettem.” Pol Pot azzal védekezett, hogy ő csak a szükséges döntéseket hozta meg, azok végrehajtásáért nála jóval alacsonyabb beosztású emberek feleltek, így nem ismert minden részletet. Pol Pot a „hibákat” azzal magyarázta, hogy tapasztalatlanok voltak, és így kellett megoldaniuk a különböző helyzeteket.
Pol Pot haláláról Ta Mok ezt mondta: „Egy széken ülve várta a gépkocsit, de fáradtnak érezte magát, ezért felesége azt tanácsolta neki, hogy akkor inkább pihenjen. Elhevert az ágyán. Felesége hörgést hallott, de mire odaért, már halott volt”.